# Heinrich Friedrich Link
Johann Heinrich Friedrich Link (Hildesheim, 2 de fevereiro de 1767 – Berlim, 1 de janeiro de 1851) foi um médico, botânico e naturalista alemão. 

## Biografia
Link iniciou seus estudos muito cedo, influenciado pelo seu pai, August Heinrich Link (1738-1783), que possuía uma coleção de história natural. Estudou medicina e ciências naturais no Hannoverschen Landesuniversität de Göttingen, e obteve o seu título de doutor em 1789, com a tese Flora der Felsgesteine rund um Göttingen. Seguiu, em particular, os cursos do famoso naturalista Johann Friedrich Blumenbach (1752-1840). Posteriormente, assumiu a posição de professor privatdozent em Göttingen.
Em 1792 tornou-se o primeiro professor do novo departamento de química, de zoologia e de botânica da Universidade de Rostock. Durante este período tornou-se um adepto da teoria antiflogística de Antoine Lavoisier (1743-1794) e, nos seus cursos, utilizava o nome oxigênio no lugar de flogisto. Foi também partidário dos ensaios de Jeremias Benjamin Richter (1762-1807) para utilizar a matemática na química; Johann Link introduziu a estequiometria em suas lições. Em 1806 construiu o primeiro laboratório de Rostock no "Seminargebäude".
Foi um autor prolixo que escreveu sobre muitos temas: física, geologia, mineralogia, botânica, zoologia, filosofia, ética, pré-história e história antiga. Foi eleito por duas vezes como reitor da sua universidade.
Em 1793 casou-se com Charlotte Juliane Josephi (1768?–1829), irmã do seu colega de universidade, professor Wilhelm Josephi (1763–1845).
De 1797 a 1799 visitou Portugal com o conde Johann Centurius von Hoffmannsegg (1766-1849), um botânico, entomólogo e ornitólogo de Dresden. Esta viagem vai  definitivamente orientar a sua carreira científica, consagrando-se então à botânica.
Em 1800 tornou-se membro da Academia Leopoldina, a mais antiga escola de história natural da Europa.
Em 1808 recebeu o prêmio da Academia de São Petersburgo pela sua monografia Von der Natur und den Eigenschaften del Lichts (sobre a natureza e a característica da luz).
Sua reputação científica cresceu e tornou-se internacionalmente conhecido. Em 1811 assumiu o posto de professor de química e botânica na Universidade de Breslau, onde é eleito, novamente, duas vezes reitor.
Após a morte de Carl Ludwig Willdenow (1765-1812) assumiu, em 1815, o cargo de  professor de História natural, curador do herbário e como diretor do Jardim Botânico de Berlim  (Hortus regius Berolinensis), função que ocupou até a sua morte. Este período foi o mais rico da sua carreira científica. Enriqueceu as coleções do jardim que passou a contar com cerca de  14.000 espécimes, a maior parte espécies raras. Trabalhou em estreita colaboração com Christoph Friedrich Otto (1783-1856), curador do jardim botânico. 
Em 1827, descreveu os gêneros botânicos dos cactos Echinocactus e Melocactus. A maioria das espécies de cogumelos que descreveu, conserva ainda o seu nome de origem, indicando a grande qualidade do seu trabalho (por exemplo: Cordyceps, Creopus, Fusarium, Leocarpus, Myxomycetes, Phragmidium).
Foi membro de numerosas sociedade científicas incluindo a Academia das Ciências de Berlim.
Formou numerosos naturalistas, entre eles Christian Gottfried Ehrenberg (1795-1876). Durante toda a sua vida, viajou através de toda a Europa. Como poliglota, falava numerosas línguas incluindo o árabe e o  sânscrito.
Na sua morte, em Berlim, o sucessor do seu posto foi Alexander Karl Heinrich Braun (1805–1877).
Entre suas publicações, destaca-se a obra Handbuch zur Erkennung der nutzbarsten und am häufigsten vorkommenden Gewächse (três volumes, 1829-1833).
Foi considerado um dos maiores cientistas do século XIX. 

## Publicações selecionadas
- Florae goettingensis specimen, sistens vegetabilia saxo calcareo propria (H. M. Grape, Göttingen, 1789).
- Annalen der Naturgeschichte (Göttingen, 1791).
- Dissertationes botanicae ; quibus accedunt Primitiae horti botanici ; et Florae rostochiensis (G. Baerensprung, Suerin, 1795).
- Philosophiae botanicae novae seu Institutionum phytographicarum prodromus (Jo. Christ. Dieterich, Göttingen, 1798).
- Bemerkungen auf einer Reise durch Frankreich, Spanien und vorzüglich Portugal (3 vols., Kiel, in der neuen Academischen Buchhandlung 1801-1804).
- Grundlehren der Anatomie und Physiologie der Pflanzen (Göttingen. 1807); (Princípios fundamentais da anatomia e da fisiologia das plantas) (demonstra, pela primeira vez, que as células vegetais existem individualmente e não são uma única parte de uma massa vegetal homogênea).
- Voyage en Portugal, fait depuis 1797 jusqu'en 1799, contenant une foule de détails neufs et intéressans sur la situation actuelle de ce royaume, sur l'histoire naturelle et civile, la géographie, le gouvernement, les habitans, les moeurs, usages, productions, commerce et colonies du Portugal, spécialement le Brésil (1808)
- Nachträge zu den Grundlehren etc. (Göttingen. 1809).
- Kritische Bemerkungen und Zusätze zu Karl Sprengels verk über den Bau und die Nature der Gewäsche (C. A. Rümmel, Berlim, dois volumes, 1812).
- Die Urwelt und das Altertum, erläutert durch die Naturkunde (Berlim 1820-1822, segunda edição 1834) ; (Os tempos pré-históricos e antigos, explicados pela história natural).
- Enumeratio plantarum horti regii botanici Berolinensis altera (G. Reimer, Berlim, dois volumes, 1821-1822).
- Das Altertum und der Übergang zur neuern Zeit (Berlim 1842) ; (A Antiguidade e a transição à época moderna).
- Elementa philosophiae botanicae (Berlim 1824; segunda edição, em latim e em alemão, 1837).
- Üeber die Gattungen Melocactus und Echinocactus (Berlim, 1827).
- Hortius regius botanicus Berolinensis (G. Reimer, Berlim, dois volumes, 1827-1833).
- Anatomisch-botanische Abbildungen zur Erläuterung der Grundlehren der Kräuterkunde (Berlim, 1837-1842); (Ilustrações da anatomia dos vegetais para herboristas iniciantes).
- Ausgewählte anatomisch-botanische Abbildungen (Berlim, 1839-1842) (Seleção de ilustrações anatômicas vegetais).
- Filicum species in horto regio Berolinensi cultae (Berlim, 1841) (As espécies de samambaias do Jardim botânico de Berlim).
- Anatomie der Pflanzen in Abbildungen (Berlim, 1843-1847) (A anatomia das plantas ilustradas).
- Com Friedrich Otto publicou:
  - Icones plantarum selectarum horti regii botanici Berolinensis (Berlim, 1820-1828) (Ilustrações de uma seleção de plantas do Jardim botânico de Berlim).
- Publicou com  Christoph Friedrich Otto e terminado por  Johann Friedrich Klotzsch (1805-1860) (curador do Jardim botânico de 1841 a 1844).
  - Icones plantarum rariorum horti regii botanici Berolinensis (Berlim 1828-31) (Ilustrações de vegetais raros do Jardim botânico de Berlim).
- É o autor, com o conde Johann Centurius von Hoffmannsegg:
  - Flore Portugaise ou Description de toutes les plantes qui croissent naturellement en Portugal. Avec Figures colorièes, cinq Planches de terminologie et une Carte (Berlim, Carl Friedrich Amelang 1809-1840).